# ويليام جونز (لاعب كريكت)
ويليام جونز (26 مارس 1990 ببرث في أستراليا - ) (بالإنجليزية: William Jones)‏ هو لاعب كريكت بريطاني. لعب مع نادي مقاطعة ليسترشاير للكريكت ‏.

## وصلات خارجية
- ويليام جونز على موقع إي آس بي آن كريك إنفو (الإنجليزية)